# Blowin' Your Mind!
《Blowin' Your Mind!》는 북아일랜드의 음악가 밴 모리슨의 데뷔 스튜디오 음반으로, 1967년에 발매되었다. 이 음반은 1967년 3월 28일부터 29일까지 녹음되었으며, 그의 첫 솔로 팝 히트곡인 〈Brown Eyed Girl〉이 수록되어 있다. 《롤링 스톤》은 이 음반을 1967년 필수 음반 40선 중 하나로 선정하였다.

## 녹음
모리슨은 이 음반을 진정한 음반으로 여기지 않으며, 버트 번스가 그의 동의 없이 이 음반을 편집하고 발매했기 때문이다. 몇 달 전, 모리슨은 계약서를 충분히 검토하지 않은 채 부주의하게 서명했으며, 이 계약은 그가 뱅 레코드와 함께 녹음할 모든 자료에 대한 실질적인 통제를 거의 모두 포기하는 내용을 담고 있었다. 이 음반의 곡들은 1967년 3월에 녹음되었으며, 원래는 네 개의 별도 싱글로 발매될 예정이었다.
몇 달 후, 모리슨은 뱅 레코드와의 계약을 이행하기 위해 또 다른 곡들을 녹음했는데, 이는 원래 발매될 계획이 없었고 대부분은 엉뚱한 농담 같은 곡들이었다. 이 세션은 널리 불법 복제되어 2017년에는 《The Authorized Bang Collection》의 일부로 공식 발매되었다.

## 커버 아트
음반 커버의 사이키델릭 디자인은 모리슨과 그의 팬들에게 강하게 불만을 샀으며, 그들은 이 디자인이 그의 음악 스타일을 잘못 표현했다고 느꼈다. 그레일 마커스는 이를 "괴물처럼 불쾌하고, 지나치게 사이키델릭하며, 멀리 떨어져 있고, 눈을 돌릴 수 없는 폭발적인" 디자인이라고 묘사했다. 당시 모리슨의 아내였던 자넷 플래닛은 "그는 절대 사이키델릭 사용자 같은 사람이 아니었고, 앞으로도 그럴 일이 없다. 그런 것과는 전혀 관계를 갖고 싶어 하지 않는다, 어떤 종류의 약물도 원하지 않는다"고 말했다. 모리슨은 당시를 회상하며 "음반이 나온다고 전화를 받았고, 이게 자켓이라더라. 자켓을 보고 나는 거의 토할 뻔했어요, 알겠죠?"라고 말했다.

## 평가
| 전문가 평가 | 전문가 평가 |
| 평가 점수   | 평가 점수   |
| 출처        | 점수        |
| ----------- | ----------- |
| Allmusic    | [ 6 ]       |
| Tom Hull    | A           |

올뮤직은 이 음반에 3성 평가를 주며 "밴 모리슨의 첫 솔로 음반은 불멸의 팝 히트곡 〈Brown Eyed Girl〉을 포함하고 있어 기억되지만, 《Blowin' Your Mind!》는 사실 그의 걸작인 《Astral Weeks》의 예행연습에 불과하다"고 썼다.

## 곡 목록
모든 곡들은 특별한 언급이 없는 한 밴 모리슨에 의해 작사/작곡하였다.
| #  | 제목                       | 재생 시간 |
| -- | -------------------------- | --------- |
| 1. | 〈Brown Eyed Girl〉        | 3:03      |
| 2. | 〈He Ain't Give You None〉 | 5:13      |
| 3. | 〈T.B. Sheets〉            | 9:44      |

| #  | 제목                              | 작사·작곡            | 재생 시간 |
| -- | --------------------------------- | -------------------- | --------- |
| 1. | 〈Spanish Rose〉                  |                      | 3:06      |
| 2. | 〈Goodbye Baby (Baby Goodbye)〉   | 웨스 패럴, 버트 번스 | 2:57      |
| 3. | 〈Ro Ro Rosey〉                   |                      | 3:03      |
| 4. | 〈Who Drove the Red Sports Car?〉 |                      | 5:35      |
| 5. | 〈Midnight Special〉              | 민요                 | 2:51      |